# Ломан Браун
Ломан браун — распространенный четырёхлинейный кросс домашней птицы яичного направления. Считается одним из лучших яичных кроссов.

## Описание
Кросс выведен в Германии, производится фирмой «Lohmann Tierzucht GmbH». Селекционеры ставили задачу вывести кур повышенной продуктивности, приживающихся в любых климатических условиях.
Куры с бочкообразным корпусом, грудь обмускулена слабо, живот объёмный. Голова компактная, шея длинная. Хвост короткий, приподнятый, крылья хорошо развиты. Особи набирают не слишком большой вес: петухи весят 2,7-3 кг, куры — 1,6-2,0 кг.
Куры бывают разных окрасов. Есть 2 основных разновидности: у птицы первого окраса цвет золотисто-коричневый, может иметь черные вкрапления. У кур второго вида окрас белый.
Птицы спокойные, хорошо уживаются и быстро адаптируются при смене места жительства.

## Яйценоскость
Куры кросса начинают откладывать яйца в возрасте 21 недели при весе 1,7-1,9 кг, от одной курицы получают порядка 310—320 яиц весом 63-64 г. светло-коричневого цвета. Пик производства яиц — 26 — 30 недель.
Особенностью этих кур является то, что в суточном возрасте их можно отличить от петушков. Самки коричневого окраса, а самцы — белого. У кросса высокие показатели сохранности молодняка 96-98 %, в начале яйцекладки сохранность падает до 90-96 %. Выводимость составляет 80-82 %.
Куры быстро адаптируются к новым условиям, хорошо несутся даже при сильных морозах. Они походят для содержания в клетке либо на выгуле, но предназначены в основном для крупных птицеферм.